# هارولد ليمان ريان
هارولد ليمان ريان (بالإنجليزية: Harold Lyman Ryan)‏ هو ضابط وقاضي وسياسي أمريكي، ولد في 17 يونيو 1923 في ويسير في الولايات المتحدة، وتوفي في 10 أبريل 1995 في بويسي في الولايات المتحدة. نشط حزبياً في الحزب الجمهوري. وقد انتخب عضو مجلس ولاية أيداهو.